# سليم الزعنون
سليم ديب سليم الزعنون ( 28 ديسمبر 1933 – 14 ديسمبر 2022) هو سياسي وقانوني فلسطيني، عمل نائبًا عامًا في فلسطين والكويت، وعضواً في اللجنة المركزية لحركة فتح، ورئيسًا للمجلس الوطني الفلسطيني، ورئيسًا للجنة الدستور الفلسطيني منذ عام 2011، ورئيسًا للجنة إعداد نظام انتخابات المجلس الوطني الفلسطيني المنبثقة عن إتفاقية القاهرة 2011.

## حياته العلمية
ولد سليم ديب الزعنون في مدينة غزة بفلسطين يوم 28 كانون الأول1933. تلقى تعليمه الأساسي في مدرسة الإمام الشافعي في غزة، وبرزت موهبته في الخطابة العربية. درس الزعنون الحقوق في جامعة القاهرة، وحصل على شهادة البكالوريوس عام 1955، ثم حصل على دبلوم الدراسات العليا في الحقوق من نفس الجامعة عام 1957، ودبلوم الدراسات العليا في الإقتصاد السياسي من ذات الجامعة سنة 1958. وخلال دراسته في القاهرة، تولى الزعنون موقع السكرتير العام لرابطة الطلاب الفلسطينيين 1954-1955، وشارك عامي 1956 و1957 في قيادة المقاومة الشعبية في قطاع غزة أثناء العدوان الثلاثي على مصر.

## الحياة السياسية
أصبح نائبًا لرئيس المجلس الوطني الفلسطيني سنة 1969، وشغل منصب رئيس المجلس بالوكالة طوال الفترة من 1993 وحتى 1996، وأنتخب بالإجماع رئيسًا للمجلس الوطني الفلسطيني في الدورة الحادية والعشرين التي عُقدت بمدينة غزة عام 1996. تم تكريمه بإطلاق اسمه على كلية القانون " كلية سليم الزعنون للقانون" في جامعة الإستقلال في أريحا عام 2015 بحضور السيد الرئيس محمود عباس، وهو الوحيد الحي من بين القادة الشهداء الذين تم تكريمهم وتسمية كليات بأسمائهم.
قدم إستقالته من رئاسة المجلس الوطني الفلسطيني في 7 شباط 2022 وأنتخب مكانه روحي فتوح من قبل المجلس المركزي في دورته الـ 31 بصفته التي منحه إياها المجلس الوطني في دورته الأخيرة رقم (23) للعام 2018.

## مؤلفاته
له خمسة دواوين شعرية وهي: "يا أمة القدس" والذي حصل على جائزة مهرجان زهرة المدائن عام 2008 كأفضل ديوان شعري حول القدس و"وهكذا نطق الحجر" و"نجوم في السماء" و"آخر القطاف" وكتاب "التحقيق الجنائي" وعدة دراسات قانونية وسياسية. وآخر الكتب كان كتاب " السيرة والمسيرة، مذكرات سليم الزعنون "أبو الأديب" في عام 2013. وأخيرا ديوان الشعر "خلود القوافي" الصادر عام 2015.

## أوسمة
في 7 فبراير 2022 منحه الرئيس الفلسطيني محمود عباس وسام نجمة القدس، وذلك «تقديرًا لدوره وجهوده في مسيرة النضال الوطني الفلسطيني».

## وفاته
توفى سليم الزعنون في عمان بتاريخ 14 كانون الأول 2022، ونعاه الرئيس محمود عباس وأثنى على مناقب المناضل الوطني الكبير، ومسيرته المشرفة، وعطائه وعمله القيادي في صفوف حركة فتح والثورة الفلسطينية ومؤسساتها، والذي أفنى حياته في الدفاع عن حقوق شعبنا وقضيته العادلة على طريق الحرية والاستقلال.